# Галкин, Алексей Семёнович
Алексей Семёнович Га́лкин (21 сентября (3 октября) 1866, Киев — 3 марта 1942, Астрахань) — военный деятель, генерал-лейтенант Русской императорской армии; генерал-полковник армии Украинской народной республики (УНР).

## Семья и образование
Родился в Киеве в дворянской семье (брат — генерал-лейтенант Александр Семёнович Галкин, в 1903—1916 годах, последовательно, военный губернатор Семипалатинской, Самаркандской и Сыр-Дарьинской областей).
Окончил Владимирский Киевский кадетский корпус (1885), 2-е военное Константиновское училище (1887; по 1-му разряду), Николаевскую академию Генерального штаба (1893; по 1-му разряду).

## Служба в Русской армии
В службу вступил 1 сентября 1885 года. После окончания военного училища служил в лейб-гвардии Волынском полку. С августа 1887 — подпоручик (старшинство с 11.08.1886), с августа 1888 — подпоручик гвардии (старшинство с 07.08.1887), с 1891 года — поручик гвардии (старшинство с 07.08.1891), с мая 1893 — штабс-капитан гвардии («за отличные успехи в науках»); в июне 1894, после перевода в Генеральный штаб,  переименован в капитаны Генерального штаба (со старшинством с 20.05.1893).
По окончании в 1893 году учёбы в Академии был причислен к Генеральному штабу и в 1893—1894 годах состоял при штабе Варшавского военного округа. В войсках Варшавского ВО продолжал службу и в дальнейшем, вплоть до Первой мировой войны:
- с июня 1894 — старший адъютант штаба 17-й пехотной дивизии[3] (Холм); с октября 1896 по октябрь 1897 проходил цензовое командование ротой в 69-м пехотном Рязанском полку (Люблин).
- с декабря 1897 — обер-офицер для особых поручений при штабе 14-го армейского корпуса[4] (Люблин).
- с апреля 1899 — штаб-офицер для поручений при штабе Варшавского военного округа (18 апреля 1899 произведен в Генерального штаба подполковники)[5]; с мая по август 1901 года проходил цензовое командование батальоном во 2-м Зегржском крепостном полку (Зегржская крепость).
- с июля 1902 — штаб-офицер при управлении 2-й стрелковой бригады (Ченстохов); с апреля 1903 — Генерального штаба полковник («за отличие по службе»)[6].
- с июня 1904 — штаб-офицер при управлении 47-й пехотной резервной бригады[7] (Варшава).
- с апреля 1905 — командир 40-го пехотного Колыванского полка[8], расквартированного в Лодзи, (с зачислением «по армейской пехоте»); с 13 мая 1910 — генерал-майор («за отличие по службе»)[9].

- с мая 1910 — дежурный генерал штаба Варшавского военного округа[10].

### Первая мировая война
Участник Первой мировой войны: с августа 1914 по февраль 1918 года — дежурный генерал штаба Главнокомандующего армиями Северо-Западного фронта, с августа 1915 — Западного фронта; с декабря 1915 — Генерального штаба генерал-лейтенант («за отлично-усердную службу и труды, понесённые во время военных действий»).
Был награждён многими орденами — до ордена Белого Орла включительно.

## Служба в украинской армии
В 1918 году вступил в армию Украинской народной республики (УНР); в апреле 1918 — начальник Главного штаба УНР. Сохранил этот пост при правлении гетмана Павла Скоропадского. С 29 октября 1918 — постоянный член Военного совета при военном министре, с 18 ноября 1918 состоял в распоряжении военного министра.
С 16 декабря 1918 служил в украинской республиканской армии Директории УНР, временно исполнял обязанности начальника канцелярии военного министерства, с 23 декабря 1918 — заместитель начальника канцелярии.
1 июня 1919 года, вместе с частью чиновников военного министерства УНР, находившимися в Тарнополе, попал в плен к полякам. Вскоре был освобождён и во время советско-польской войны 1920 года (когда армия УНР была союзником поляков) стал начальником Главного мобилизационно-персонального управления военного министерства УНР (с 7 июня 1920). В декабре 1920 — январе 1921 — военный министр УНР; генерал-поручик. Освобождён от должности по состоянию здоровья; в 1923 году был произведен в генерал-полковники армии УНР.

## Эмиграция, арест, кончина
В эмиграции жил в Польше, с 1924 года — в имении митрополита Андрея Шептицкого в селе Посич под Станиславовом. В 1939 году, после вступления Красной армии на территорию Польши, был арестован органами НКВД СССР, содержался в тюрьме во Львове. В июне 1941 был вывезен на восток, умер в ссылке в Астрахани.

## Награды
- Орден Святого Станислава 3-й степени (ВП от 11.02.1896)
- Орден Святой Анны 3-й степени (ВП от 01.01.1901)
- Орден Святого Станислава 2-й степени (ВП от 21.05.1906)
- Орден Святой Анны 2-й степени (06.12.1909; ВП от 11.04.1910)
- Орден Святого Владимира 3-й степени (08.05.1912; ВП от 03.06.1912)
- Орден Святого Станислава 1-й степени (ВП от 06.04.1914)
- Орден Святой Анны 1-й степени (ВП от 14.01.1915)
- Орден Святого Владимира 2-й степени (ВП от 05.04.1915)
- Орден Белого Орла (ВП от 21.07.1916).

медали:
- «В память царствования императора Александра III» (1896)
- «В память 100-летия Отечественной войны 1812 года» (1912)
- «В память 300-летия царствования Дома Романовых» (1913)

знак отличия УНР:
- Крест Симона Петлюры (в конце 1930-х годов)